# Finale UEFA Cup 2000

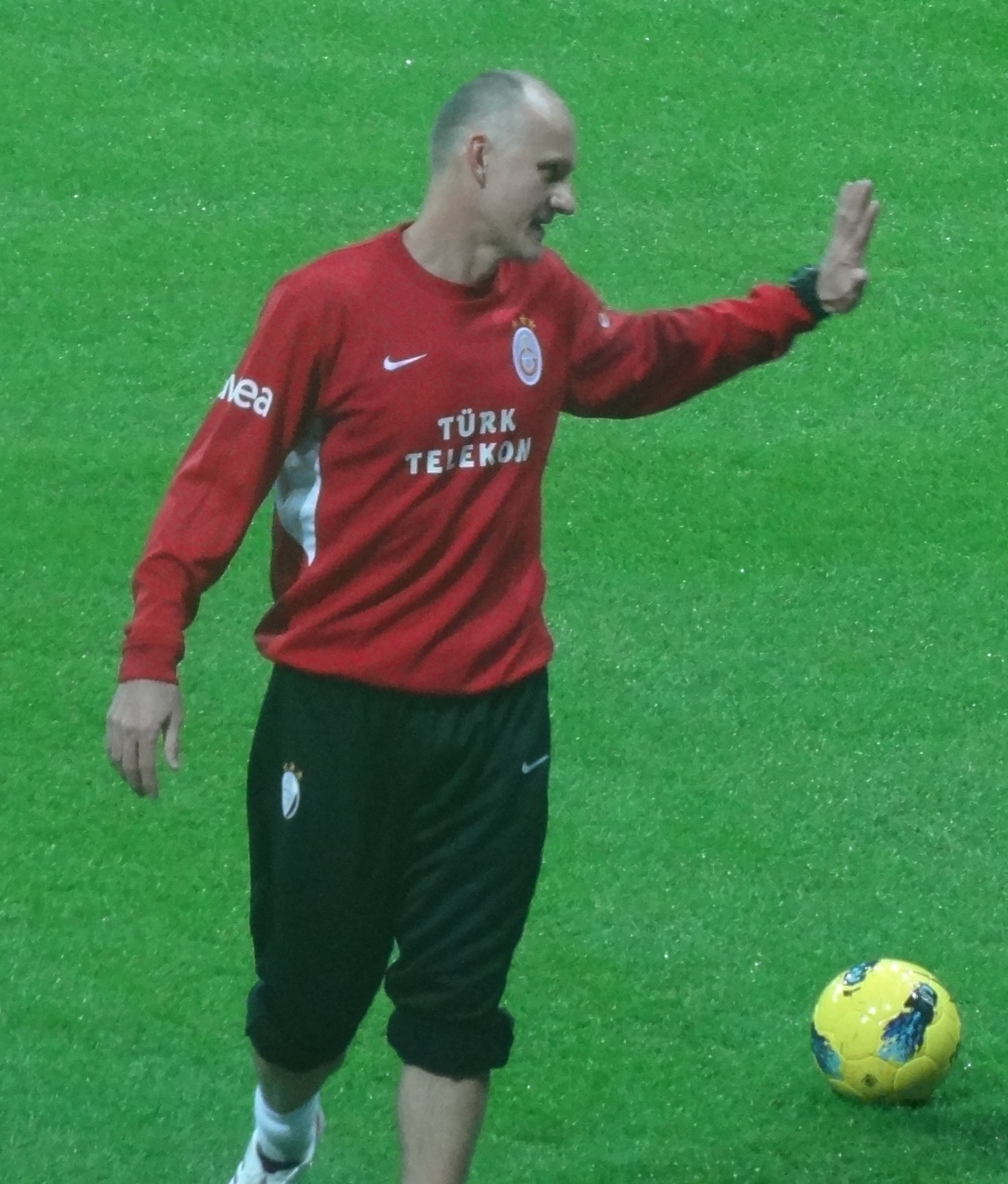
Cláudio Taffarel werd verkozen tot "Man van de Match".

De UEFA Cupfinale van het seizoen 1999/00 was de 29e finale in de geschiedenis van de UEFA Cup. Het Engelse Arsenal FC nam het op tegen het Turkse Galatasaray. Nooit eerder had een Turkse club de finale van het toernooi bereikt. Na 120 minuten spelen stond het nog steeds 0-0. Galatasaray haalde het uiteindelijk na strafschoppen.
Bij Arsenal startten Dennis Bergkamp en Marc Overmars in de basis.
In de aanloop van de wedstrijd waren er op verschillende plaatsen in Kopenhagen rellen tussen de Turkse en Engelse supporters. Dit naar aanleiding van de halve finale tussen Galatasaray en Leeds United waarbij, in de heenwedstrijd, 2 supporters van Leeds United het leven lieten na rellen in de Turkse stad Istanbul.

## Wedstrijdverslag
Na een potige wedstrijd waarin zeven gele kaarten getrokken werd maar niet gescoord werd, kwamen er verlengingen. Daarin vochten Tony Adams en de Roemeense sterspeler Gheorghe Hagi al meteen een stevig duel uit. Hagi verkocht de Engelsman een klap op de rug en kreeg van de Spaanse scheidsrechter rood. De spelverdeler van Galatasaray was furieus en weigerde het veld meteen te verlaten.
Met een man meer moest Arsenal wel op zoek gaan naar de golden goal, maar ondanks de inbreng van een extra spits in de gedaante van Davor Šuker kwamen de Engelsen ook in de verlengingen niet tot score, mede dankzij enkele uitstekende reddingen van de Braziliaanse doelman Cláudio Taffarel. In de strafschoppenreeks misten de Turken geen enkele keer. Arsenal daarentegen trof twee keer het doelkader en ging met 4-1 onderuit. Taffarel werd na afloop verkozen tot "Man van de Match".

### Wedstrijdinfo
|                   |                            |              |                      |                                                                                      |
| 17 mei 2000 20:45 | Galatasaray                | 0 – 0 (n.v.) | Arsenal FC           | Parken, Kopenhagen Toeschouwers: 38.919 Scheidsrechter: Antonio López Nieto (Spanje) |
| 17 mei 2000 20:45 |                            |              |                      | Parken, Kopenhagen Toeschouwers: 38.919 Scheidsrechter: Antonio López Nieto (Spanje) |
| 17 mei 2000 20:45 | Strafschoppen              |              |                      | Parken, Kopenhagen Toeschouwers: 38.919 Scheidsrechter: Antonio López Nieto (Spanje) |
| 17 mei 2000 20:45 | Ergün Şükür Davala Popescu | 4 – 1        | Šuker Parlour Vieira | Parken, Kopenhagen Toeschouwers: 38.919 Scheidsrechter: Antonio López Nieto (Spanje) |

| Galatasaray | Arsenal |

| Galatasaray:   |    |                  |          |
|                |    |                  |          |
| GK             | 1  | Cláudio Taffarel |          |
| RB             | 35 | Capone           | 72'      |
| CB             | 3  | Bülent Korkmaz   | 18'      |
| CB             | 4  | Gheorghe Popescu | 63'      |
| LB             | 67 | Ergün Penbe      |          |
| RM             | 22 | Ümit Davala      |          |
| CM             | 8  | Suat Kaya        | 95'      |
| CM             | 10 | Gheorghe Hagi    | 94'      |
| LM             | 7  | Okan Buruk       | 13' 84'  |
| CF             | 6  | Arif Erdem       | 51' 95'  |
| CF             | 9  | Hakan Şükür      |          |
| Wisselspelers: |    |                  |          |
| GK             | 30 | Kerem İnan       |          |
| DF             | 14 | Fatih Akyel      |          |
| DF             | 33 | Hakan Ünsal      |          |
| MF             | 13 | Mehmet Yozgatlı  | 55'      |
| MF             | 15 | Márcio           |          |
| MF             | 16 | Ahmet Yıldırım   | 64'      |
| MF             | 23 | Hasan Şaş        | 78' 118' |
| Trainer:       |    |                  |          |
| Fatih Terim    |    |                  |          |

| Arsenal FC:    |    |                  |      |
|                |    |                  |      |
| GK             | 1  | David Seaman     |      |
| RB             | 2  | Lee Dixon        |      |
| CB             | 5  | Martin Keown     | 41'  |
| CB             | 6  | Tony Adams       | 93'  |
| LB             | 16 | Sylvinho         |      |
| RM             | 15 | Ray Parlour      |      |
| CM             | 17 | Emmanuel Petit   |      |
| CM             | 4  | Patrick Vieira   | 24'  |
| LM             | 11 | Marc Overmars    | 115' |
| CF             | 10 | Dennis Bergkamp  | 75'  |
| CF             | 14 | Thierry Henry    |      |
| Wisselspelers: |    |                  |      |
| GK             | 24 | John Lukic       |      |
| DF             | 22 | Oleh Loezjny     |      |
| DF             | 3  | Nigel Winterburn |      |
| MF             | 18 | Gilles Grimandi  |      |
| MF             | 19 | Stefan Malz      |      |
| FW             | 9  | Davor Šuker      | 115' |
| FW             | 25 | Nwankwo Kanu     | 75'  |
| Trainer:       |    |                  |      |
| Arsène Wenger  |    |                  |      |